# Anello (algebra)
In matematica, in particolare in algebra astratta, un anello è una struttura algebrica composta da un insieme su cui sono definite due operazioni binarie, chiamate somma e prodotto, indicate rispettivamente con {\displaystyle +} e {\displaystyle \cdot }, che godono di proprietà simili a quelle verificate dai numeri interi. La parte della matematica che li studia è detta teoria degli anelli.

## Definizione formale
L'insieme {\displaystyle A}, dotato di due operazioni binarie {\displaystyle +} e {\displaystyle \cdot }, è un anello se valgono le seguenti proprietà:
{\displaystyle (A,+)} è un gruppo abeliano con elemento neutro {\displaystyle 0}:
- {\displaystyle (a+b)+c=a+(b+c),}
- {\displaystyle a+b=b+a,}
- esiste un elemento {\displaystyle 0\in A} tale che {\displaystyle 0+a=a+0=a,}
- per ogni {\displaystyle a\in A} esiste un elemento {\displaystyle -a\in A} tale che {\displaystyle a+(-a)=(-a)+a=0.}

{\displaystyle (A,\cdot )} è un semigruppo:
- {\displaystyle (a\cdot b)\cdot c=a\cdot (b\cdot c).}

La moltiplicazione è distributiva rispetto alla somma:
- {\displaystyle a\cdot (b+c)=(a\cdot b)+(a\cdot c),}
- {\displaystyle (a+b)\cdot c=(a\cdot c)+(b\cdot c).}

Le relazioni devono valere per ogni {\displaystyle a}, {\displaystyle b} e {\displaystyle c} in {\displaystyle A}.
Come per i numeri, il simbolo {\displaystyle \cdot } per la moltiplicazione è spesso omesso. 
Spesso vengono studiati anelli che posseggono ulteriori proprietà: se anche la moltiplicazione è commutativa, {\displaystyle A} è detto anello commutativo, se ammette un elemento neutro (generalmente indicato con {\displaystyle 1}; cioè {\displaystyle (A,\cdot )} è un monoide) allora l'anello è unitario; se poi l'anello è commutativo e non esistono divisori dello {\displaystyle 0} (cioè se {\displaystyle ab=0} allora almeno uno tra {\displaystyle a} e {\displaystyle b} è {\displaystyle 0}) si è in presenza di un dominio d'integrità.
Un corpo è un anello con unità i cui elementi non nulli hanno inverso moltiplicativo. Un campo è un anello commutativo con unità i cui elementi non nulli hanno inverso moltiplicativo, ossia un corpo commutativo. L'esempio più importante di corpo non commutativo è il corpo {\displaystyle \mathbb {H} } dei quaternioni, mentre gli insiemi {\displaystyle \mathbb {Q} } (numeri razionali), {\displaystyle \mathbb {R} } (numeri reali) e {\displaystyle \mathbb {C} } (numeri complessi) sono esempi di campi.
A volte la definizione di anello è lievemente diversa. La più importante di queste differenze è la richiesta che l'anello possegga anche l'unità: tra i matematici che adottano questa definizione vi sono Bourbaki e Serge Lang. In questo caso, per riferirsi alla struttura qui presentata come anello, viene usato il termine pseudoanello. Altri autori non richiedono l'associatività del prodotto .

## Esempi
L'esempio più basilare della struttura di anello è l'insieme {\displaystyle \mathbb {Z} } dei numeri interi, dotato delle usuali operazioni di somma e prodotto. Tale anello è commutativo ed è un dominio d'integrità. L'insieme dei numeri naturali non è invece un anello, perché non esistono gli inversi rispetto all'addizione.
Allo stesso modo, l'insieme {\displaystyle A[x]} dei polinomi con variabile {\displaystyle x}, e coefficienti in un anello {\displaystyle A}, è un anello con le usuali operazioni di somma e prodotto fra polinomi. Tale anello eredita molte proprietà da quelle di {\displaystyle A}, quali la commutatività e l'assenza di divisori dello 0. Anche l'insieme {\displaystyle F(X,A)} delle funzioni da un insieme qualsiasi {\displaystyle X} ad un anello {\displaystyle A} forma un altro anello con le usuali operazioni di somma e prodotto fra funzioni punto a punto, definite nel modo seguente:
{\displaystyle (f+g)(x)=f(x)+g(x),\quad (f\cdot g)(x)=f(x)\cdot g(x).}
Un anello non commutativo è invece l'anello delle matrici {\displaystyle n\times n} (con {\displaystyle n\geq 2}) a valori in un anello {\displaystyle A} (indicato con {\displaystyle M(n,A)}), con le operazioni di somma e prodotto fra matrici. Generalmente questo anello possiede anche dei divisori dello zero. Ad esempio, in  {\displaystyle M(2,\mathbb {R} )} valgono le relazioni:
{\displaystyle {\begin{pmatrix}1&1\\0&1\\\end{pmatrix}}\cdot {\begin{pmatrix}1&1\\1&0\\\end{pmatrix}}={\begin{pmatrix}2&1\\1&0\\\end{pmatrix}},}
{\displaystyle {\begin{pmatrix}1&1\\1&0\\\end{pmatrix}}\cdot {\begin{pmatrix}1&1\\0&1\\\end{pmatrix}}={\begin{pmatrix}1&2\\1&1\\\end{pmatrix}},}
e
{\displaystyle {\begin{pmatrix}1&0\\0&0\end{pmatrix}}\cdot {\begin{pmatrix}0&0\\0&1\end{pmatrix}}={\begin{pmatrix}0&0\\0&0\end{pmatrix}}.}

## Teoremi di base
A partire dagli assiomi, si può dedurre immediatamente che per ogni {\displaystyle a} e {\displaystyle b} in un anello {\displaystyle A}:
- {\displaystyle 0a=a0=0,}
- {\displaystyle (-a)b=a(-b)=-(ab).}

Se poi l'anello {\displaystyle A} è unitario, allora
- l'unità è unica,
- {\displaystyle (-1)a=-a,}
- {\displaystyle (ab)^{-1}=b^{-1}a^{-1}} se {\displaystyle a} e {\displaystyle b} hanno inversi rispetto al prodotto,
- se {\displaystyle 0=1} allora l'anello è formato da un solo elemento,

Un altro importante teorema, che non richiede l'esistenza dell'unità, è il teorema del binomio:  
{\displaystyle (x+y)^{n}=\sum _{k=0}^{n}{n \choose k}x^{k}y^{n-k},}
valido per ogni coppia di elementi {\displaystyle x} e {\displaystyle y} che commutano (cioè tali che {\displaystyle xy=yx}).

## Sottostrutture
Un sottoanello di un anello {\displaystyle A} è un sottogruppo {\displaystyle S} di {\displaystyle (A,+)} che sia chiuso rispetto al prodotto. In altre parole, {\displaystyle S} è un sottoinsieme non vuoto di {\displaystyle A}, e se {\displaystyle a} e {\displaystyle b} sono in {\displaystyle S}, allora anche {\displaystyle a-b} e {\displaystyle ab} sono in {\displaystyle S}. Poiché gli assiomi elencati sopra continuano a valere per {\displaystyle S}, anch'esso è un anello rispetto alle operazioni {\displaystyle +} e {\displaystyle \cdot } di {\displaystyle A}. In questo modo costruiamo facilmente altri esempi:
- I numeri interi divisibili per {\displaystyle n} sono un sottoanello di {\displaystyle \mathbb {Z} }.
- I numeri razionali con denominatore dispari sono un sottoanello di {\displaystyle \mathbb {Q} }.
- L'insieme di tutti i numeri reali della forma {\displaystyle a+b{\sqrt {2}}} con {\displaystyle a} e {\displaystyle b} interi è un sottoanello di {\displaystyle \mathbb {R} }.
- Gli interi gaussiani {\displaystyle a+bi} in {\displaystyle \mathbb {C} }, dove {\displaystyle a} e {\displaystyle b} sono interi, sono un sottoanello di {\displaystyle \mathbb {C} }.
- I polinomi in {\displaystyle A[x]} del tipo {\displaystyle p(x)=a_{0}+a_{1}x^{2}+a_{2}x^{4}+\dots +a_{n}x^{2n}} sono un sottoanello di {\displaystyle A[x]}.
- L'insieme delle frazioni diadiche costituisce un sottoanello dei numeri razionali.

Un particolare sottoanello è il centro di un anello {\displaystyle A}: esso comprende tutti gli elementi che commutano (moltiplicativamente) con qualsiasi elemento di {\displaystyle A}. Esso coincide con l'intero anello se e solo se {\displaystyle A} è un anello commutativo.
A partire da un sottoanello {\displaystyle S} di {\displaystyle A} e da un sottoinsieme {\displaystyle X}, si può costruire il più piccolo sottoanello contenente {\displaystyle S} ed {\displaystyle X}: esso è indicato con {\displaystyle S[X]}, ed è uguale all'insieme delle combinazioni degli elementi di {\displaystyle S\cup X} mediante le operazioni di anello. Tale operazione è detta estensione di anelli, ed è "finitamente generata" se {\displaystyle X} è finito.

### Ideali
Spesso tuttavia al posto di questa struttura si preferisce usare quella, più forte, di ideale: esso è definito in un anello commutativo come un particolare sottoanello tale che tutti i prodotti {\displaystyle ai}, dove {\displaystyle a} è un elemento dell'anello e {\displaystyle i} appartiene all'ideale, sono ancora elementi dell'ideale. Se invece l'anello non è commutativo, è necessario distinguere tra ideali destri e sinistri: i primi sono quelli tali che {\displaystyle ia} appartiene all'ideale per ogni {\displaystyle i} nell'ideale e {\displaystyle a} nell'anello, mentre per i secondi, allo stesso modo, {\displaystyle ai} appartiene all'ideale. Se un ideale è sia destro che sinistro, viene detto bilatero o bilaterale.
L'importanza di questa struttura risiede nel fatto che il nucleo di un omomorfismo tra due anelli è sempre un ideale bilatero di {\displaystyle A}, e che a partire da un ideale bilatero {\displaystyle I} è possibile costruire l'anello quoziente {\displaystyle A/I}. Inoltre la presenza di ideali permette di stabilire un'importante proprietà dell'anello: esso è infatti un campo se e solo se è privo di ideali non banali (cioè diversi dall'insieme {\displaystyle \{0\}} e dall'anello stesso).
A seconda del rapporto di un ideale con il resto dell'anello, sono possibili ulteriori specificazioni: un ideale primo {\displaystyle I} è un ideale tale che, per ogni prodotto ab che appartiene ad {\displaystyle I}, almeno uno tra {\displaystyle a} e {\displaystyle b} appartiene ad {\displaystyle I} (il nome deriva dalla similitudine di questa definizione con il lemma di Euclide riguardante i numeri primi); se invece non esistono ideali "intermedi" tra {\displaystyle I} ed {\displaystyle A} (cioè se l'unico ideale di {\displaystyle A} che contiene {\displaystyle I} è {\displaystyle A} stesso) si parla di ideale massimale. Questi due tipi di ideali sono particolarmente importanti in relazione ai loro quozienti: in un anello commutativo, infatti, {\displaystyle I} è primo se e solo se {\displaystyle A/I} è un dominio d'integrità, mentre se l'anello è anche unitario {\displaystyle I} è massimale se e solo se {\displaystyle A/I} è un campo. Questo implica anche che, in un anello commutativo unitario, ogni ideale massimale è primo.
Il lemma di Krull (la cui dimostrazione si basa sul lemma di Zorn) afferma che ogni anello unitario possiede almeno un ideale massimale; se esso è unico, l'anello si dice locale. L'insieme degli ideali primi di un anello commutativo {\displaystyle A} forma il cosiddetto spettro di {\displaystyle A}.

## Elementi invertibili
Un elemento {\displaystyle a} di un anello {\displaystyle A} con unità è invertibile se esiste un {\displaystyle b} tale che {\displaystyle ab=ba=1}.
Gli elementi invertibili di un anello sono spesso chiamati unità. Normalmente è il contesto che chiarisce se si parla di unità intesa come l'elemento neutro moltiplicativo, o di unità intesa come elemento invertibile.
L'insieme degli elementi invertibili in {\displaystyle A} è generalmente descritto come {\displaystyle A^{*}}. L'insieme {\displaystyle A^{*}} forma un gruppo con l'operazione prodotto, chiamato gruppo moltiplicativo di {\displaystyle A}.
Ad esempio, nei numeri interi il gruppo moltiplicativo è dato dai due elementi {\displaystyle \{-1,1\}}. In un corpo o in un campo, il gruppo moltiplicativo coincide con tutto l'anello privato dell'elemento neutro.

## Omomorfismi
Un omomorfismo tra due anelli {\displaystyle A} e {\displaystyle B} è una funzione che preserva le operazioni, cioè una funzione {\displaystyle f} tale che, per ogni coppia di elementi {\displaystyle a} e {\displaystyle b} di {\displaystyle A}, si ha {\displaystyle f(a+b)=f(a)+f(b)} e {\displaystyle f(ab)=f(a)f(b)}. Gli omomorfismi quindi preservano in qualche modo la struttura algebrica; particolarmente importanti tra di essi sono gli isomorfismi, ovvero gli omomorfismi biunivoci, che la conservano completamente: due anelli isomorfi possono essere considerati "uguali" per tutte le proprietà algebriche.
Ogni omomorfismo mappa lo zero di {\displaystyle A} nello zero di {\displaystyle B}, mentre questo non avviene per l'unità, nemmeno se entrambi gli anelli sono unitari: condizioni sufficienti perché questo avvenga è che l'omomorfismo sia suriettivo oppure che nel codominio non esistano divisori dello zero. Il nucleo di un omomorfismo è un ideale bilatero di {\displaystyle A}, e viceversa ogni ideale è il nucleo di un omomorfismo: invece l'immagine di {\displaystyle A} è un sottoanello di {\displaystyle B}. Gli omomorfismi preservano in una certa misura anche le sottostrutture: l'immagine di un sottoanello è un sottoanello, mentre l'immagine di un ideale è un ideale nell'immagine di {\displaystyle A}, ma non necessariamente in {\displaystyle B}.
Una relazione molto importante è il teorema fondamentale di omomorfismo, che permette di trovare degli isomorfismi a partire dagli omomorfismi: se {\displaystyle f} è un omomorfismo tra {\displaystyle A} e {\displaystyle B} e {\displaystyle I} è il suo nucleo, allora il quoziente {\displaystyle A/I} è isomorfo all'immagine {\displaystyle f(A)}.
Un omomorfismo suriettivo può essere considerato una proiezione di un anello {\displaystyle A} su un suo quoziente {\displaystyle A/I} (dove {\displaystyle I} è il nucleo); un omomorfismo iniettivo, invece, può essere considerato un'inclusione di un anello nell'altro, perché, per il teorema di omomorfismo, esiste nel codominio un'immagine isomorfa ad {\displaystyle A}, che quindi può essere considerata uguale ad {\displaystyle A}. Se {\displaystyle A} è un campo, inoltre, tutti gli omomorfismi non nulli sono iniettivi, in quanto gli unici ideali sono quelli banali.

## Prodotto diretto
Il prodotto diretto di due anelli {\displaystyle A} e {\displaystyle B} è il prodotto cartesiano {\displaystyle A\times B} con le operazioni definite termine a termine:
{\displaystyle (a_{1},b_{1})+(a_{2},b_{2})=(a_{1}+a_{2},b_{1}+b_{2}),}
{\displaystyle (a_{1},b_{1})(a_{2},b_{2})=(a_{1}a_{2},b_{1}b_{2}).}
Questo nuovo insieme forma un anello, in cui lo {\displaystyle 0} è la coppia {\displaystyle (0_{A},0_{B})}. Diverse proprietà di questo nuovo anello possono essere dedotte dalle proprietà degli anelli di partenza: {\displaystyle A\times B} è commutativo se e solo se lo sono entrambi i fattori, mentre se {\displaystyle A} e {\displaystyle B} sono unitari allora {\displaystyle (1_{A},1_{B})} è l'unità di {\displaystyle A\times B}. Una proprietà che invece non passa al prodotto è l'assenza di divisori degli zeri: infatti il prodotto {\displaystyle (0_{A},a)(b,0_{B})} è sempre uguale a {\displaystyle (0_{A},0_{B})}, anche se {\displaystyle a} e {\displaystyle b} non sono zeri. Questo implica che il prodotto diretto di campi non è mai un campo, a meno che uno non sia ridotto al solo {\displaystyle 0}.
Questa definizione si può estendere naturalmente al prodotto cartesiano di {\displaystyle n} anelli.

## Elementi primi ed irriducibili
In un dominio d'integrità è possibile come in {\displaystyle \mathbb {Z} } studiare la fattorizzazione di un dato elemento (non invertibile). In questo contesto, la definizione di divisibilità si estende naturalmente al caso di qualsiasi dominio: {\displaystyle a} divide {\displaystyle b} se esiste un elemento {\displaystyle r} tale che {\displaystyle ar=b}. Se {\displaystyle r} è invertibile, {\displaystyle a} e {\displaystyle b} si dicono associati.
Due definizioni emergono naturalmente in questo studio:
- un elemento {\displaystyle a} è irriducibile se, ogniqualvolta che {\displaystyle a=bc}, allora o {\displaystyle b} o {\displaystyle c} è invertibile;
- un elemento {\displaystyle a} è primo se, quando {\displaystyle a} divide il prodotto {\displaystyle bc}, allora {\displaystyle a} divide almeno uno tra {\displaystyle b} e {\displaystyle c}.

In {\displaystyle \mathbb {Z} }, queste due definizioni sono equivalenti, ma questo non è vero in generale: gli elementi primi sono irriducibili, ma gli irriducibili non sono sempre primi. Ad esempio, nell'anello
{\displaystyle \mathbb {Z} [{\sqrt {-3}}]=\{a+b{\sqrt {-3}}~|~a,b\in \mathbb {Z} \}=\{a+ib{\sqrt {3}}~|~a,b\in \mathbb {Z} ,~i={\sqrt {-1}}\},}
{\displaystyle 2} è irriducibile ma non primo, perché divide il prodotto {\displaystyle (1-i{\sqrt {3}})(1+i{\sqrt {3}})=4}, ma non divide né un fattore né l'altro.
Questa seconda implicazione è tuttavia verificata negli anelli a fattorizzazione unica, ovvero in quegli anelli in cui, date due fattorizzazioni in irriducibili
{\displaystyle a=b_{1}b_{2}\cdots b_{n}=c_{1}c_{2}\cdots c_{m}}
allora {\displaystyle m=n}, e ogni {\displaystyle b_{i}} è associato ad un {\displaystyle c_{j}}. In ogni dominio a fattorizzazione unica esistono il massimo comun divisore e il minimo comune multiplo tra ogni coppia di elementi.
Anelli con ancora maggiori proprietà sono gli anelli ad ideali principali e gli anelli euclidei, in cui è possibile effettuare la divisione euclidea come negli interi. A quest'ultima classe appartengono anche gli anelli di polinomi {\displaystyle \mathbb {K} [X]}, dove {\displaystyle \mathbb {K} } è un campo.